# Neuhollandeule

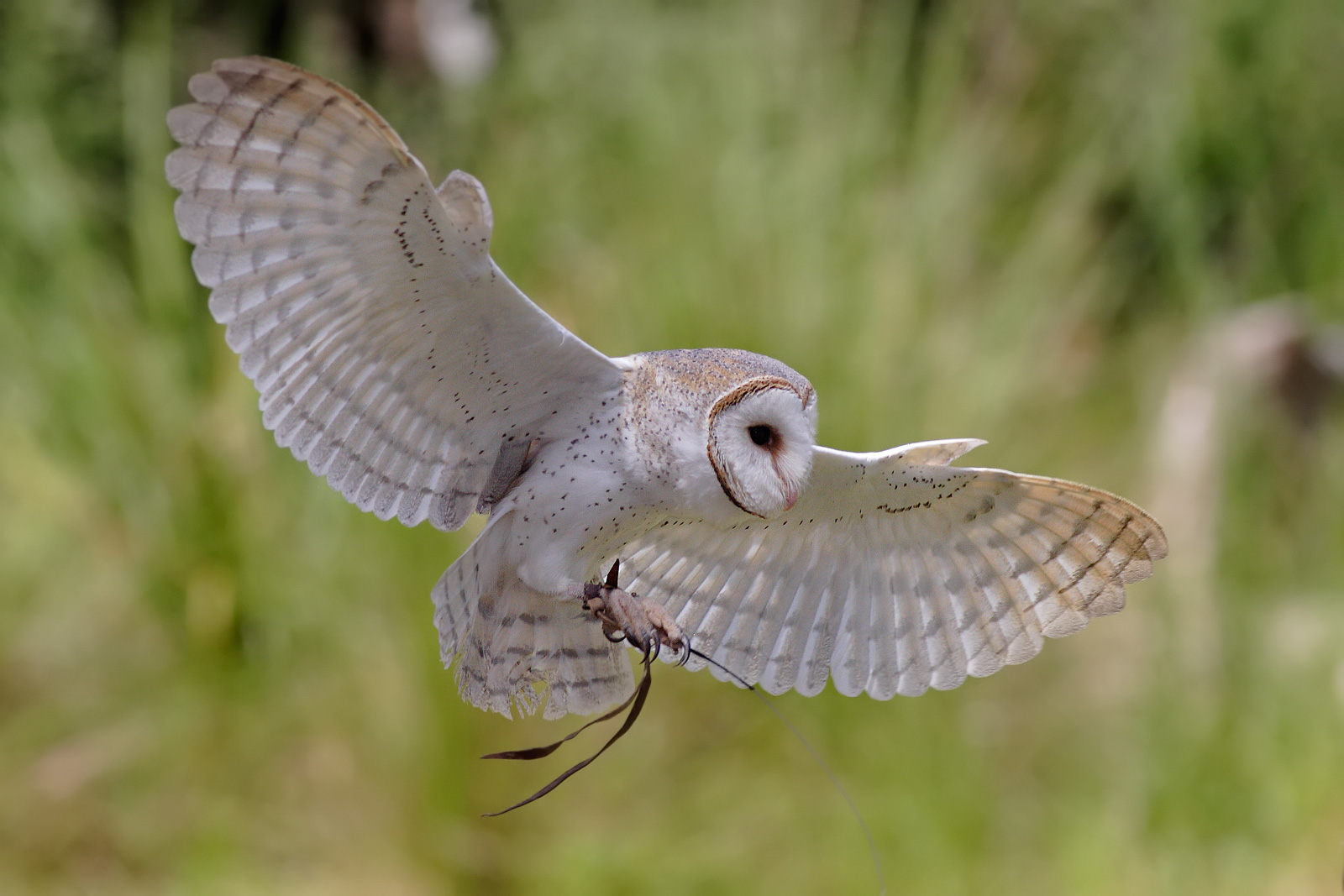
Neuhollandeule im Flug

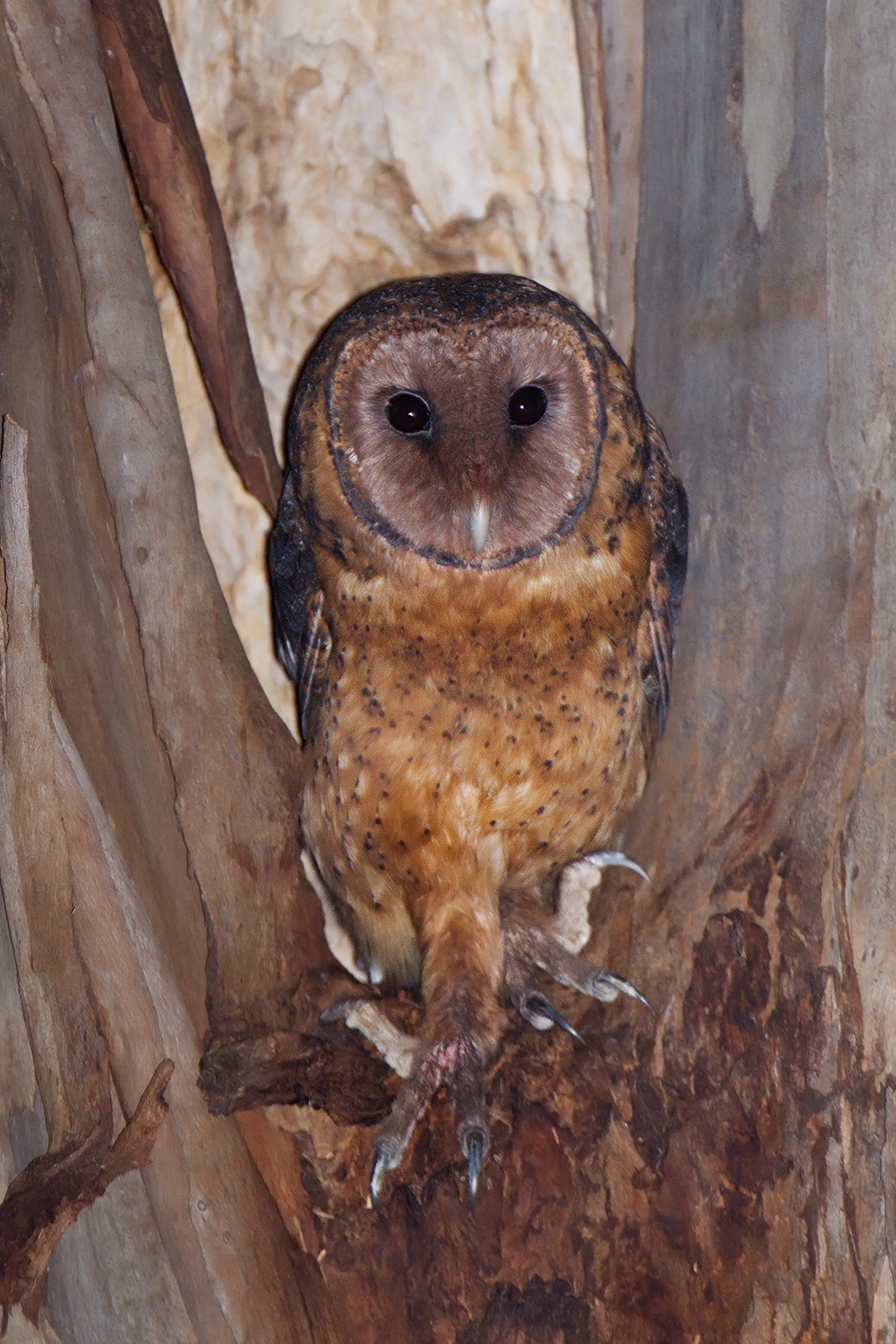
Weibchen der Unterart Tyto novaehollandiae castanops

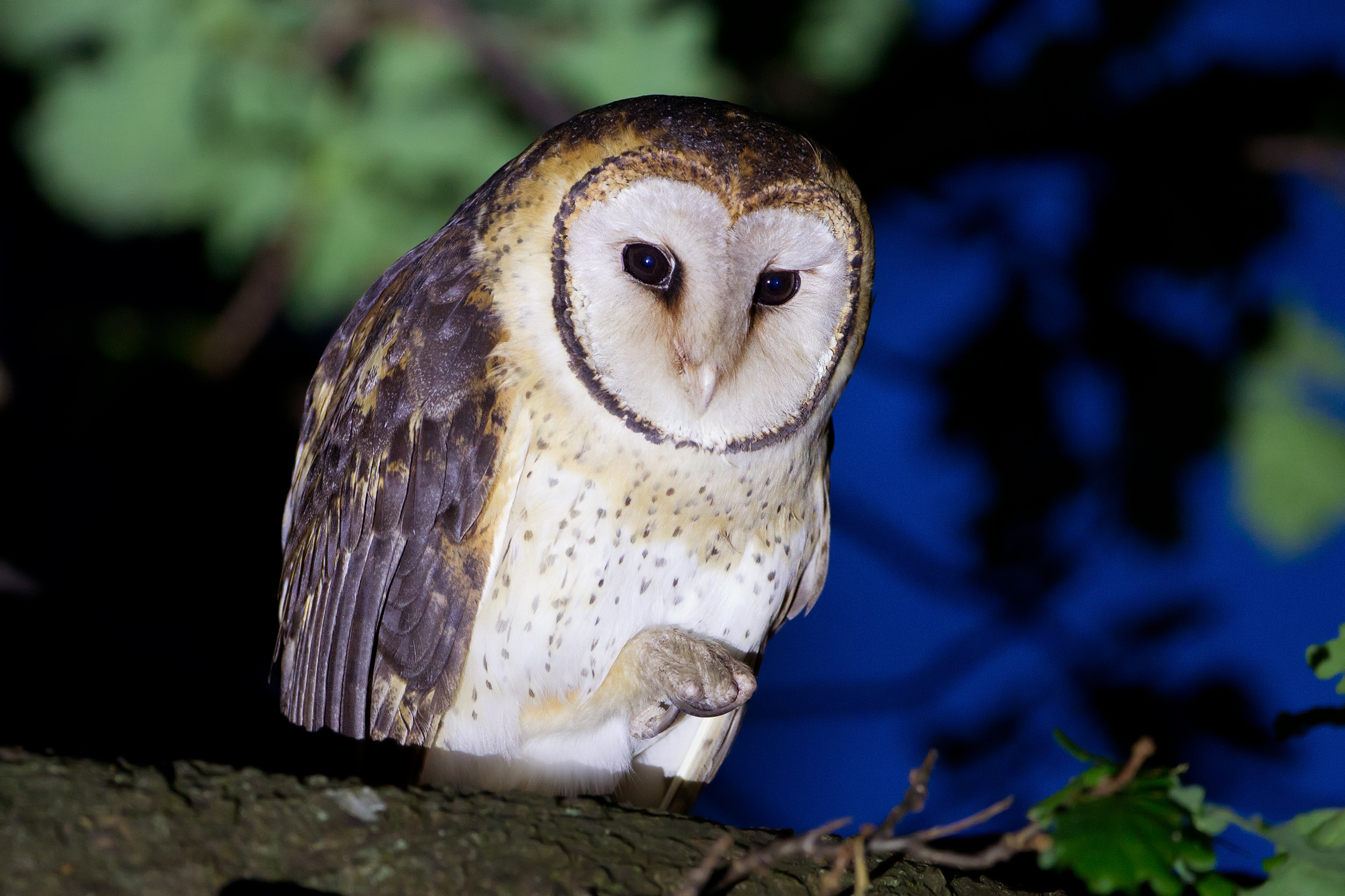
Männchen der Unterart Tyto novaehollandiae castanops

Die Neuhollandeule oder Maskenschleiereule (Tyto novaehollandiae) ist eine Art aus der Gattung der Schleiereulen (Tyto). Sie wird von einer Reihe Unterarten auf den Inseln um Australien, Tasmanien und Melanesien repräsentiert. Dabei variieren die einzelnen Vertreter sehr stark in der Färbung und der Größe. Im Vergleich zur Schleiereule (Tyto alba) hat die Art einen sehr kräftigen Schnabel und kräftige Füße mit ausladenden Krallen.

## Merkmale
Bei den Neuhollandeulen sind die Weibchen grundsätzlich größer als die Männchen. Weibchen erreichen eine Körperlänge von 38 bis 46 Zentimeter. Die Männchen haben eine Körperlänge zwischen 33 und 41 Zentimeter. Auf den Schwanz entfallen bei den Weibchen 13 bis 15,8 Zentimeter. Die Schwanzfedern des Männchens sind zwischen 12,2 und 13 Zentimeter lang. Weibchen wiegen zwischen 545 und 800 Gramm. Männchen sind zwischen 420 und 670 Gramm schwer.
Trotz der sehr stark variierenden Gefiederfärbung sind in dem jeweiligen Verbreitungsgebiet die Weibchen grundsätzlich dunkler gefiedert als die Männchen. Das herzförmige Gesicht ist rotbraun bis weiß und wird von einem dunkleren Federring oder Gesichtsschleier umrahmt. Das Gefieder unter den Augen bis zum Schnabel ist gewöhnlich ebenfalls dunkler als das übrige Gesichtsgefieder. Die Körperoberseite ist aschgrau mit einer ockerfarbenen Tönung, feinen weißen Sprenkeln sowie größeren dunkelgrauen Flecken und Sprenkeln. 
Die Körperunterseite ist rötlich braun bis weiß mit kleinen grauen Punkten. Die Armschwingen sind grau quergebändert, die Schwanzfedern weisen eine dunkelgraue Querbänderung und dunkelgraue Flecken auf. Die Läufe sind gefiedert. Der Schnabel ist hornfarben und die Iris ist braun.
Es gibt mehrere Farbmorphen. Bei der dunklen Farbmorphe ist das Gesicht kastanienbraun bis ockerfarben, die Körperoberseite ist schwarzbraun mit einer rötlichen Tönung. Die Körperunterseite ist blass rotbraun mit dunklen Flecken. Eine weitere Farbmorphe hat ein weißliches Gesicht, eine schwarzbraune Körperoberseite mit einer rötlich braunen Tönung und einer dichten weißen Fleckung. Die Körperunterseite ist ebenfalls weißlich und weist dunkle Flecken auf. Die hellste Farbmorphe hat ein weißes Gesicht und einen weißen Gesichtsschleier. Die Körperoberseite ist blaugrau mit einer gelblichen Tönung und dunklen und weißen Flecken. Die Körperunterseite ist weiß mit grauen Flecken.

## Unterarten

### Maskenschleiereule (Nominatform)
Die Nominatform der Maskenschleiereule (T. n. novaehollandiae) findet sich auf dem australischen Kontinent in Südqueensland, New South Wales, Victoria und South Australia. Namensgebend ist ihr rötlich lederfarbener Gesichtsschleier, der durch eine schwarze Zeichnung scharf abgesetzt ist. Die Oberseite der Tiere ist braunrot bis dunkelgrau, die Unterseite braun gefleckt.

### Sulawesieule
Die Sulawesieule (T. rosenbergi) lebt auf der Insel Sulawesi sympatrisch mit der Minahassaeule (Tyto inexpectata) und der Graseule (Tyto longimembris papuensis). Diese Form lebt dabei vor allem in den Bergwäldern der Insel, in denen sie nachts jagt. Die Gesichtsfärbung der Tiere ist grau-weiß und das Gefieder der Oberseite schwarzgrau mit weißen Wellen in den einzelnen Federn, außerdem finden sich unregelmäßige, tropfenartige, weiße Flecken. Die Flügel sind etwa 340 bis 350 Millimeter lang, der Schwanz 140 bis 150 Millimeter. Sie wird von einigen Autoren wie etwa König et al. (2008) auch als eigenständige Art eingeordnet.

### Tasmanische Maskenschleiereule
Die Tasmanische Maskenschleiereule (T. n. castanops) ist eine Form, die ausschließlich auf Tasmanien zu finden ist. Es handelt sich um die größte Unterart der Maskenschleiereule und zugleich um die dunkelste mit einer dunkelbraunen Gefiederoberseite und einer grauen Unterseite mit großen braunen Flecken. Einzelne Exemplare sind allerdings auch deutlich heller. Sie wird von einigen Autoren wie etwa König et al. (2008) auch als eigenständige Art eingeordnet.

### Weitere Maskenschleiereulen
- Die Peleng-Maskenschleiereule (T. n. pelengensis) lebt als Endemit auf der Insel Peleng östlich von Sulawesi.
- Die Buru-Maskenschleiereule (T. n. cayelii) ist eine endemische Unterart auf der Insel Buru.
- Die Molukkeneule (T. n. sorocula) ist ausschließlich auf den Tanimbarinseln zu finden und stellt eine der kleineren Unterarten dar. Teilweise wird sie als eigene Art geführt.
- T. n. manusi ist nur auf der zu den Admiralitätsinseln gehörigen Insel Manus zu finden. Sie hat eine Flügellänge von etwa 300 Millimetern und eine Schwanzlänge von etwa 130 Millimetern.
- T. n. perplexa lebt in Nordaustralien (Queensland) und über Südostaustralien bis Südaustralien. Ihr Status als eigene Unterart ist umstritten.
- T. n. kimberli ist eine Form aus Westaustralien und Nordostaustralien (Ostkimberley), die die kleinste Festlandform darstellt. Der Status als eigene Unterart ist umstritten.
- T. n. galei lebt in Nordqueensland sowie auf der Cape York-Halbinsel in Australien.
- T. n. melvillensis lebt auf der Insel Melville, die dem zentralen Nordaustralien vorgelagert ist. Der Status als eigene Unterart ist ebenfalls umstritten.

## Verbreitung
Die Neuhollandeule ist auf Tasmanien häufig. Sie kommt außerdem in einem breiten Streifen entlang der australischen Küste vor und fehlt nur in einem schmalen Küstenstück in Westaustralien. Sie kommt außerdem im Süden von Neuguinea, im Osten Indonesiens sowie der Insel Manus vor. In der australischen Nullarbor-Ebene, einer flachen, weit ausgedehnten Karstwüste im südlichen Australien direkt an der Großen Australischen Bucht, ist sie mittlerweile sehr selten. Die Eule brütet hier in Erdhöhlen.

## Einzelbelege
1. 1 2 3  Strahan: Cuckoos, Nightbirds & Kingfishers of Australia. S. 57.
2. ↑   König et al., S. 223
3. ↑   König et al., S. 225